# 中村爲昭
中村 爲昭（なかむら ためあき、1930年2月5日 - ）は、日本の経営者。住友金属工業社長を務めた。

## 経歴
福岡県小倉市(現在の北九州市小倉北区)出身。1947年に旧制小倉中学校卒業。熊本大学工学部を経て、1955年に京都大学大学院工学部を修了し、同年に住友金属工業に入社。
小倉製鉄所所長、取締役、常務、鹿島製鉄所所長、専務を経て、1992年6月から1996年6月までに社長を務め、1996年6月から1998年6月までに副会長を務めた。社長在任時には、円高に対応して、人員削減を中心としたリストラを実施した。また、鹿島製鉄所所長在任時には新宮康男とともに住友金属工業蹴球団をJリーグに参加するために地域自治体への陳情活動を行っていた。
小倉中学時代には戦後初の夏の甲子園に出場した。